# Pantográf

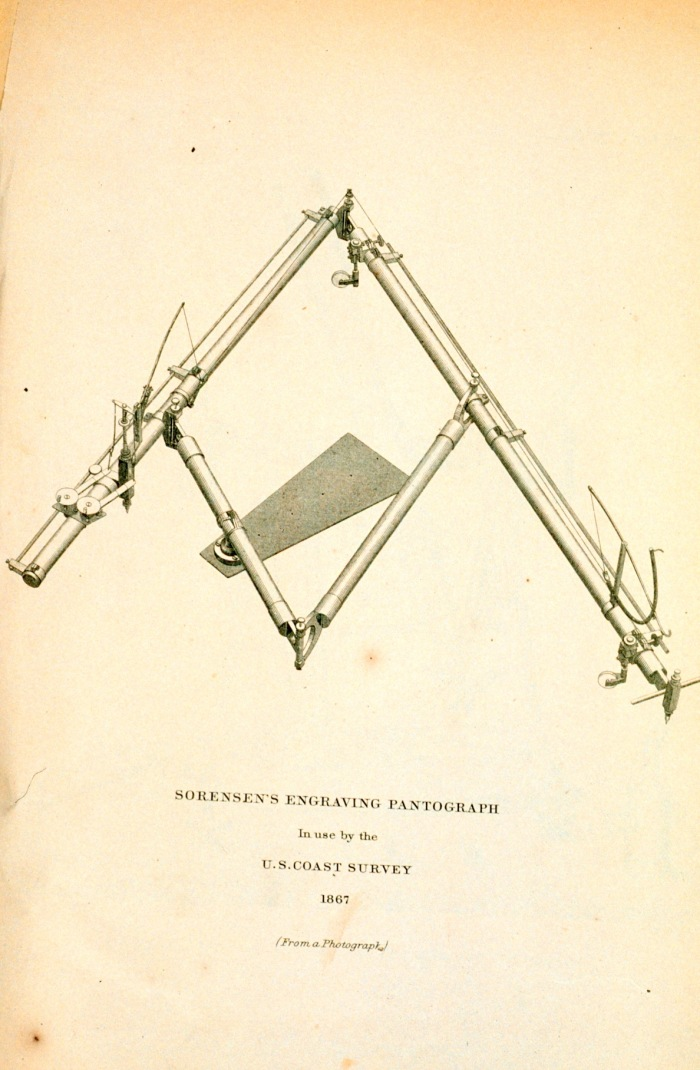
Sorenson metszet készítő pantográfjáról készült rajz. (1867)

A pantográf egy négykaros mechanizmus, melynek karjai paralelogrammát alkotnak, minden kar végpontján csuklót képezve. Az egyes karok közül kettő a csuklón túl nyúlik. A pantográfot eredetileg vonalas rajzok felnagyítására találta fel Christoph Scheiner jezsuita pap 1603-ban. Az elnevezés a görög παντ- (= minden) és γραφ- (= ír) szavak összetételéből származik.

## Működése
A síkpantográf vázlata az ábrán látható. A rajzon V1, V2, V3 és B csomópontok képezik a paralelogramma csúcsait, mindegyik csuklópont is egyben. Az S ponton egy szeg található, melyet a rajzba kell szúrni és mely körül az egész szerkezet mint csukló körül elfordulhat. A Z pontba tollat vagy ceruzát erősítenek. Ha a B pontot a nagyítandó rajz vonalai mentén végigvezetik, a Z pontba helyezett rajzoló eszköz az ábra nagyított képét rajzolja ki.
Ennek belátása egyszerű, mert az S-V1-B és az S-V3-Z háromszögek mindig hasonlóak, akármilyenek is a szögeik, az ábra lineáris nagyítást pedig a Z-S/B-S arány szabja meg. Ha a B és Z pontok szerepét felcserélik, vagyis a B pontba kerül a rajzoló eszköz és a Z csuklót vezetik végig az eredeti rajzon, akkor kicsinyítés lesz az eredmény. A lépték megváltoztatása úgy lehetséges, hogy a belső paralelogramma méreteit változtatják. A nagyítás léptékét a B-V1 és B-V2 karok hosszának megváltoztatásával lehet állítani ügyelve arra, hogy a vázlat szerinti geometria ne változzon, mert egyébként a származtatott ábra torzul.

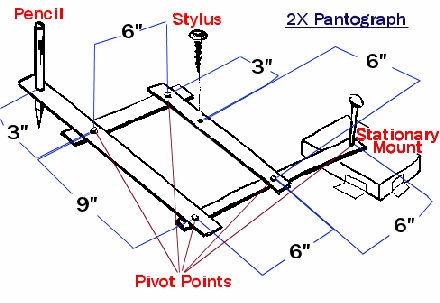
Kétszeresre nagyító pantográf
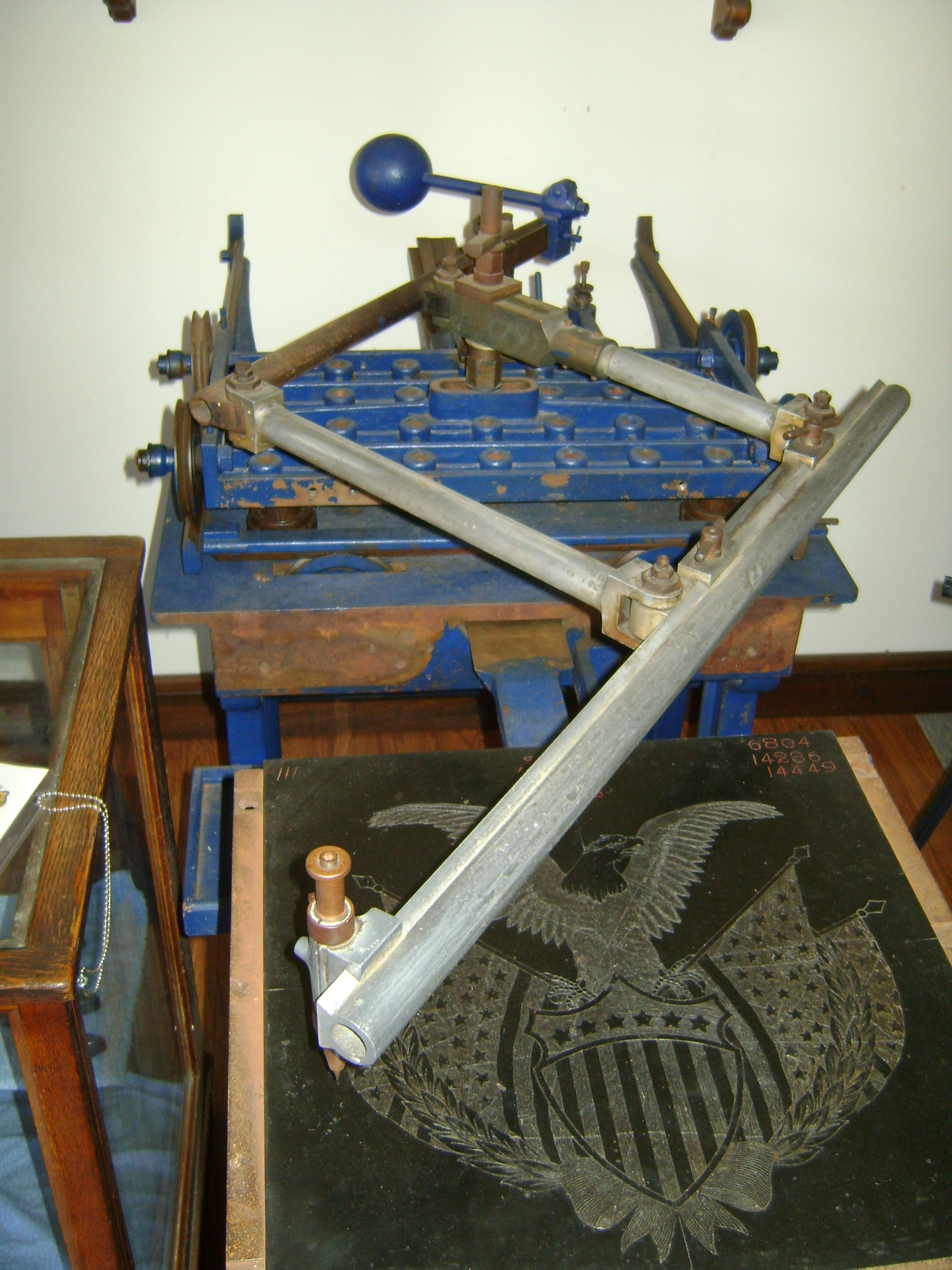
Metszet készítő pantográf
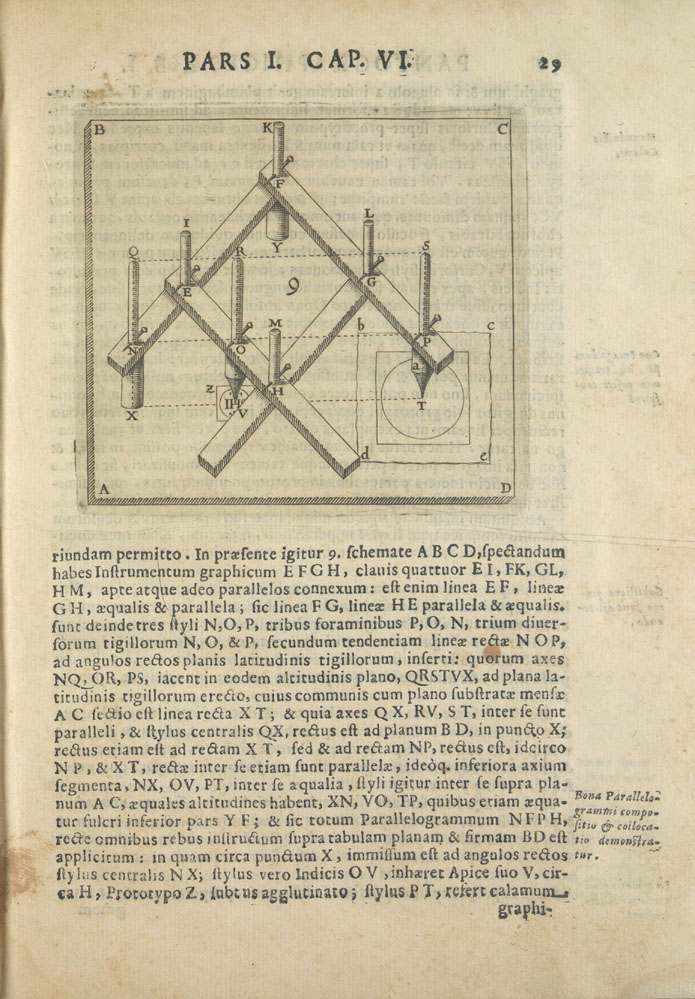
Christoph Scheiner pantográfja
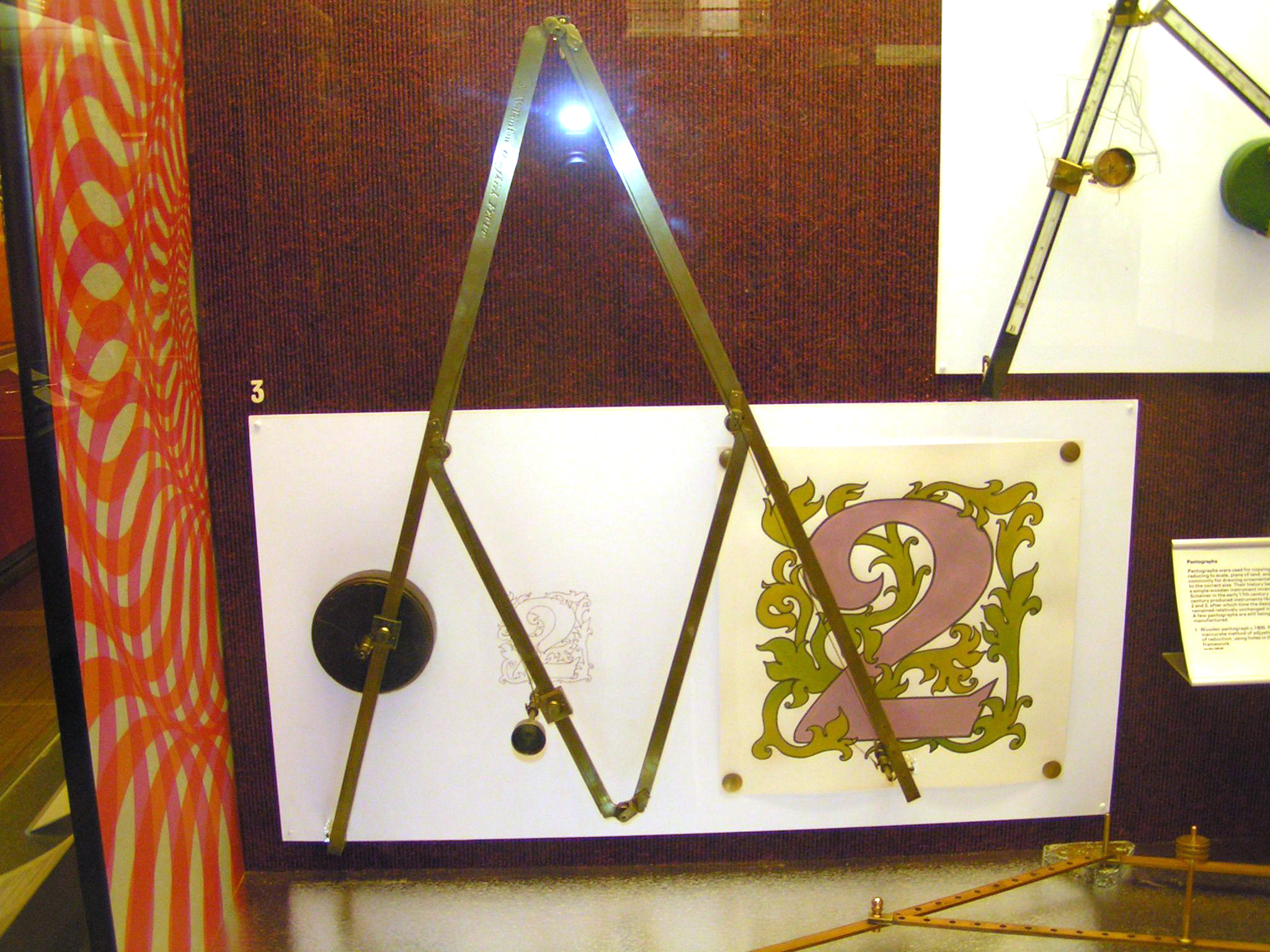
Pantográf a londoni Science Museumból
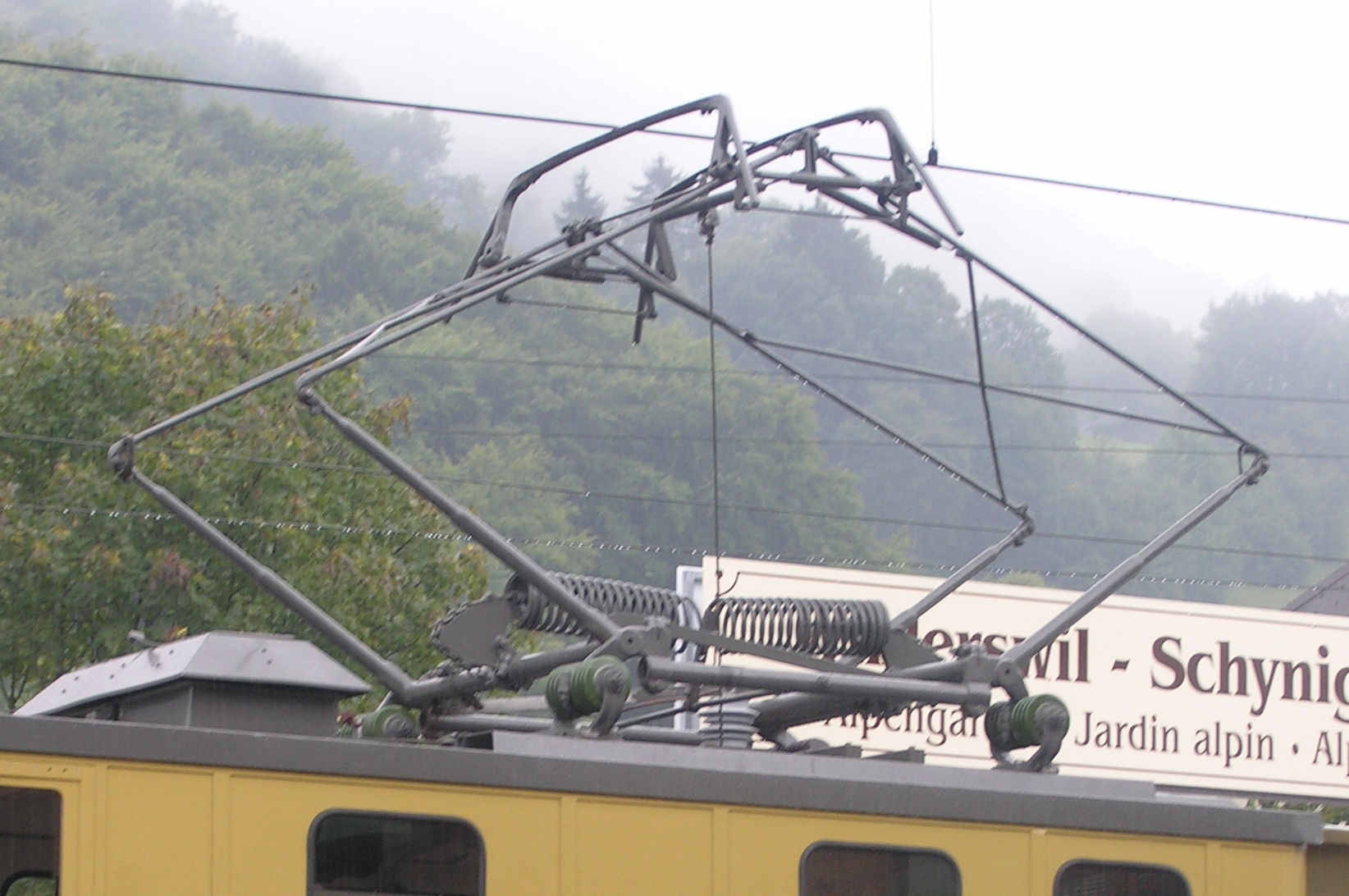
Pantográf áramszedő
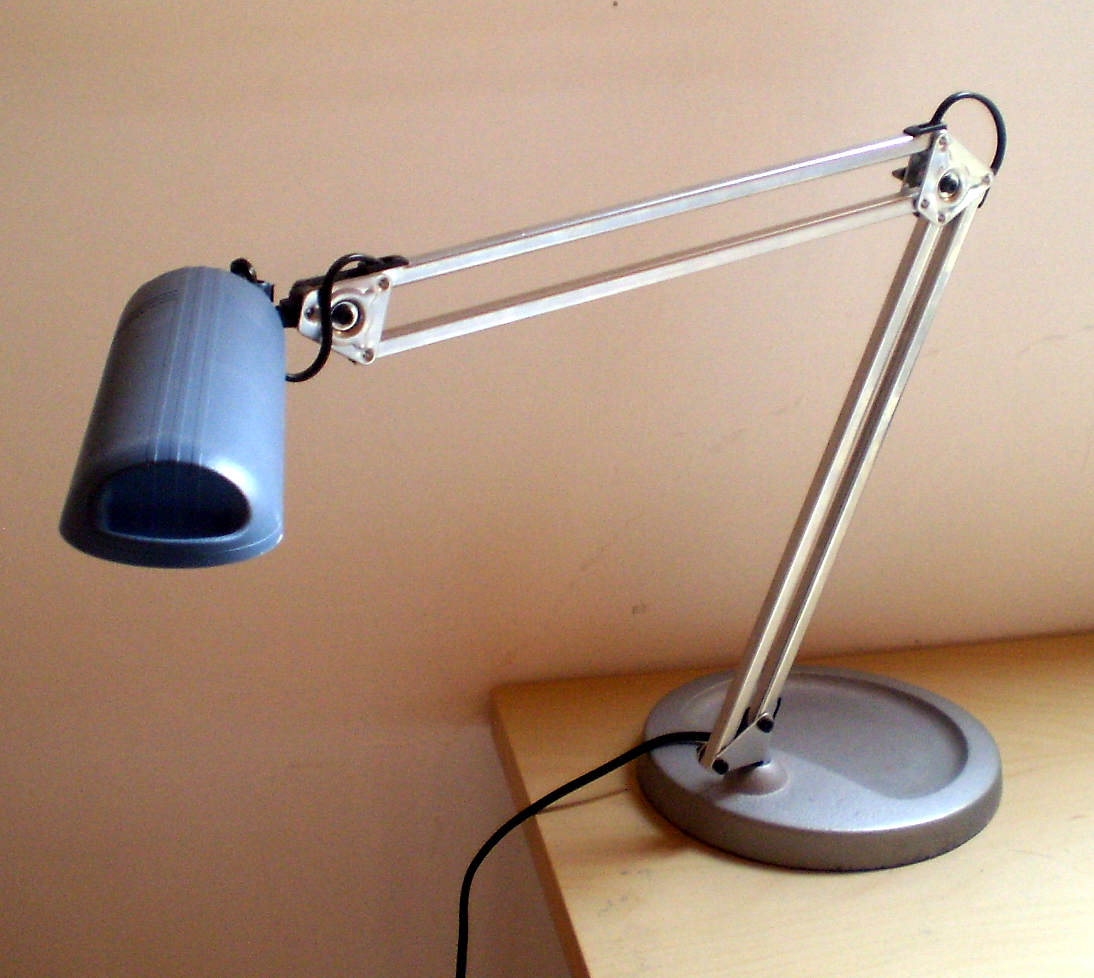
Asztali lámpa pantográf állvánnyal
James Watt párhuzamos-mozgás mechanizmusa
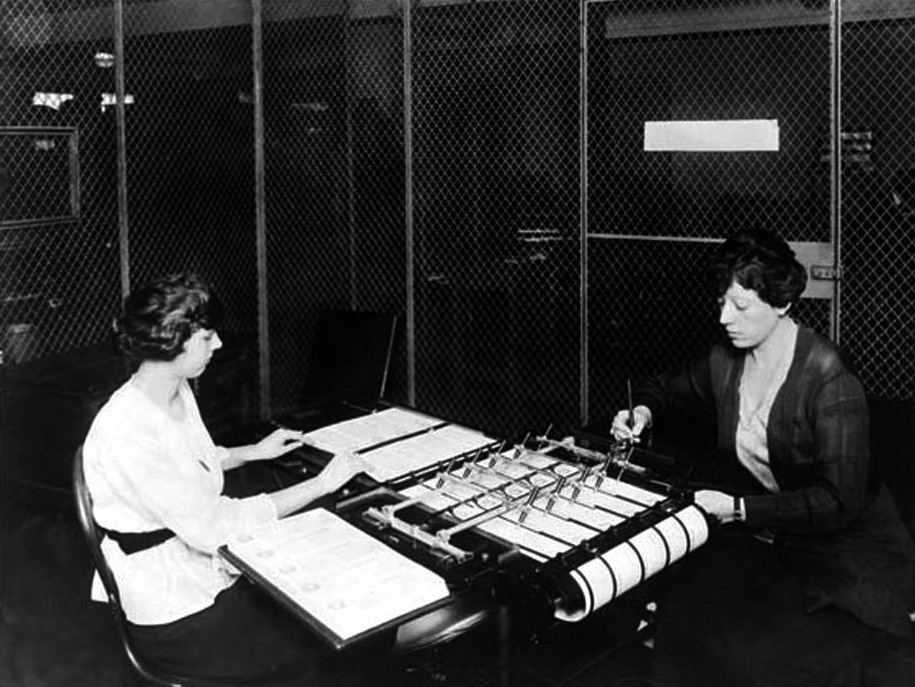
Autopen csekk aláíró szerkezet

## Felhasználása

### Rajzolás
A pantográfot eredetileg vonalas rajzok felnagyítására használták. A technikai fejlődés túlhaladta, ezért leginkább már csak játékoknál használják.

### Gravírozás
A korábban fáradságos és nagy ügyességet igénylő kézimunkával végzett gravírozásnál a vésetek másolását felváltotta a pantográfos marógépekkel végzett másolás. Ezeknél egy vezérdarab létrehozása után a pantográf mechanikus végigvezetésével tetszőleges számú másolat, nagyítás, de legtöbbször kicsinyítés készíthető. Például névtábla gyártásánál a mesterdarabot cserélhető betűsablonokból állítják össze, így tetszőleges szöveg alakítható ki egy meghatározott síkban.

### Autopen
1804-ben Amerikában feltalált és hosszú ideig alkalmazott szerkezet egy kézírásos aláírással egyidejűleg több hiteles másolat készítésére. Ez a gép tulajdonképpen megsokszorozott pantográfoknak fogható fel. Főleg politikusok (például Harry S. Truman) kedvelték használatát.

## 3D pantográf
A fent leírt pantográfok egy síkban x-y koordináta-rendszeren belül képesek a nagyítást, vagy kicsinyítést elvégezni, egy adott meghatározott síkba mélyítve a kívánt mintát. Ezért síkpantográfnak is nevezik, hogy megkülönböztessék a 3D-ben, azaz térben mozgó pantográfoktól. Itt már a letapogató nem csak a rajzolatot (x-y irány), hanem a bonyolult téri kiterjedést (z irány) is a megfelelő precizitással a beállított aránypár szerint átmásolja. Ezekkel a speciális marógépekkel leginkább kicsinyítést végeznek. A számítógép vezérelte gépek lassan kiszorítják az iparból. Jelenleg a 2000-es években még párhuzamosan működik a két technológia a fémtömegcikk gyártásban, elsősorban az ékszeripar és éremgyártás területén. A 3D pantográf forradalmasította a pénzverést, annak egyik alapvető gépe.

## Más pantográfok
A fent ismertetett eredeti szerkezeten kívül minden más paralelogramma alakú négycsuklós mechanizmust is pantográfnak hívnak néha, bár a legtöbbnek az íráshoz már semmi köze. Így elterjedt az irodai asztali lámpáknál gyakran használt mechanizmust is pantográfnak nevezni, mellyel a fényforrás megfelelő helyre irányítása egyszerűen és gyorsan megoldható.
A villamos vasúti vontatásnál (villanymozdonyoknál és villamosoknál) használt áramszedők egy bizonyos fajtáját is pantográf áramszedőnek hívják, bár a mechanizmusnak nem paralelogramma, hanem szimmetrikus ötszög alakja van. Több nyelven mindenfajta áramszedőt pantográfnak hívnak függetlenül alakjától.
James Watt első szivattyúkat hajtó kettős működésű gőzgépeinél használt egy paralelogramma alakú mechanizmust arra a célra, hogy az emelőhöz csatlakozó hajtórúd mindig a hengerrel párhuzamosan mozogjon.

## Külső hivatkozások
- A Pallas nagy lexikona
- Java pantográf szimulációk
- Hogyan készítsünk pantográfot? (angolul)